# Thermonectus
Thermonectus es un género de coleópteros adéfagos de la familia Dytiscidae. Caminan, corren, vuelan, nadan y bucean gracias a su cuerpo hidrodinámico y a sus dos pares de alas, unas blandas y otras duras, entre las cuales almacenan una provisión de aire que les permite respirar bajo el agua.

## Especies
- Sandracottus angulifer	Heller 1934
- Sandracottus bakewelli	(Clark 1864)
- Sandracottus bizonatus
- Sandracottus dejeani
- Sandracottus festivus
- Sandracottus guerini	Balfour-Browne 1939
- Sandracottus guttatus	Sharp 1882
- Sandracottus hunteri	Crotch
- Sandracottus jaechi	Wewalka & Vazirani 1985
- Sandracottus manipurensis	Vazirani 1968
- Sandracottus nauticus
- Sandracottus ornatus
- Sandracottus palawanensis	Sato 1979
- Sandracottus rotundus